# Walentina Połchanowa
Walentina Nikołajewna Połchanowa (ros. Валентина Николаевна Полханова, ur. 15 sierpnia 1971 w Sarańsku) – rosyjska kolarka szosowa, czterokrotna mistrzyni świata.

## Kariera
Pierwszy sukces w karierze Walentina Połchanowa osiągnęła w 1990 roku, kiedy wspólnie z Natalją Mielechiną, Natalją Czipajewą i Nadieżdą Kibardiną zdobyła brązowy medal w drużynowej jeździe na czas podczas mistrzostw świata w Utsunomiya. Reprezentacja ZSRR w składzie: Natalja Grinina, Nadieżda Kibardina, Walentina Połchanowa i Aiga Zagorska powtórzyła ten wynik na mistrzostwach świata w Stuttgarcie w 1991 roku. Razem ze Swietłaną Bubnienkową, Olgą Sokołową i Aleksandrą Kolasiewą zdobyła w tej samej konkurencji złote medale na mistrzostwach świata w Oslo w 1993 roku i rozgrywanych rok później mistrzostwach świata w Agrigento. Ponadto Połchanowa zwyciężyła między innymi we francuskim La Grande Boucle féminine internationale w 1994 roku, holenderskim Ster Zeeuwsche Eilanden w 1998 roku oraz niemieckim Thüringen Rundfahrt der Frauen w 2003 roku. Wielokrotnie zdobywała medale mistrzostw Rosji, w tym złoty w indywidualnej jeździe na czas w 1995 roku. Nigdy nie brała udziału w igrzyskach olimpijskich.